# Ловати, Чезаре
Чезаре Ловати (итал. Cesare Lovati; 25 декабря 1891, Буэнос-Айрес — 22 июля 1961, Варезе, Ломбардия) — итальянский футболист, центральный полузащитник; тренер. Участник летних Олимпийских игр 1920 года.

## Биография
Чезаре Ловати родился 25 декабря 1891 года в аргентинском городе Буэнос-Айрес.
Играл в футбол на позиции центрального полузащитника. Обладал большой физической силой, был фактурным, иногда грубым футболистом. 
Всю карьеру провёл в «Милане», за который выступал в 1910—1922 годах, провёл в чемпионате Италии 114 игр, забил 7 мячей. В составе россонери в 1916 году стал обладателем Кубка федерации, в 1917 году — Кубка Ломбардии, в 1918 году — Кубка Мауро.
В 1920—1921 годах провёл за сборную Италии 6 матчей, мячей не забивал. Дебютным стал товарищеский поединок 18 января 1920 года в Милане против сборной Франции (9:4).
В 1920 году вошёл в состав сборной Италии по футболу на летних Олимпийских играх в Антверпене, занявшей 4-е место. Играл на позиции полузащитника, участвовал в 2 матчах против Египта (2:1) и Франции (1:3), мячей не забивал.
По окончании игровой карьеры стал тренером. В 1924—1927 годах возглавлял «Аталанту», в 1928—1929 и 1933—1934 годах — «Монцу», в 1934—1935 годах — «Сереньо».
Умер 22 июля 1961 года в итальянском городе Варесе.

## Достижения

### Командные
«Милан»
- Обладатель Кубка федерации (1): 1915/16.